# Villefranche-de-Conflent
Villefranche-de-Conflent (Catalaans: Vilafranca de Conflent) is een gemeente in het Franse departement Pyrénées-Orientales (regio Occitanie). De plaats maakt deel uit van het arrondissement Prades. Villefranche-de-Conflent is lid van Les Plus Beaux Villages de France. De gemeente telde 205 inwoners op 1 januari 2022.
De vestingwerken zijn onderdeel van de werelderfgoedinschrijving Vestingwerken van Vauban.

## Geografie
De oppervlakte van Villefranche-de-Conflent bedroeg op 1 januari 2022 4,46 vierkante kilometer; de bevolkingsdichtheid was toen 46 inwoners per km².

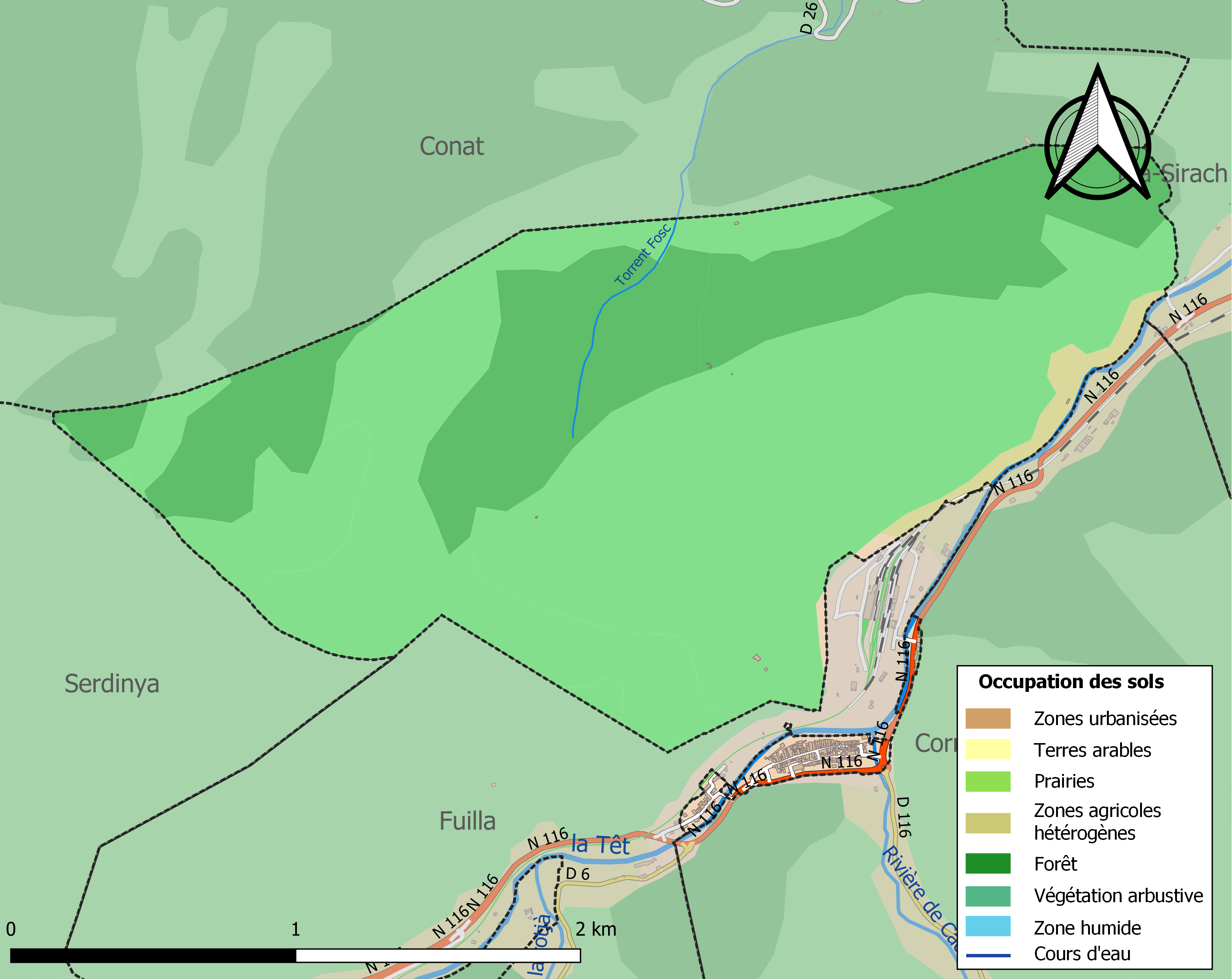
Kaart van de gemeente met de belangrijkste infrastructuur, bodemgebruik en omliggende gemeenten

## Demografie
Onderstaande figuur toont het verloop van het inwonertal (bron: INSEE-tellingen).

## Verkeer en vervoer

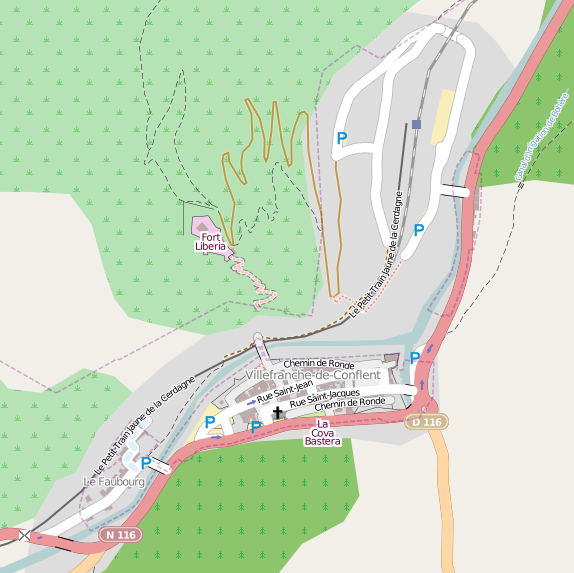
Plattegrond van Villefranche-de-Conflent, Fort Libéria ligt iets ten noorden van de plaats (de roze plek in het lichtgroen)

In 1885 kreeg de plaats de eerste treinaansluiting. Het spoorwegstation Villefranche - Vernet-les-Bains ligt echter in de aangrenzende gemeente Fuilla.

## Geschiedenis
Villefranche werd opgericht door een charter verleend door de graaf van Cerdanya Guillem Ramon op 9 april 1091. De graaf woonde toen nog in Corneilla-de-Conflent en wilde van Villefranche zijn nieuwe hoofdstad maken. In 1126 werd de plaats daadwerkelijk de hoofdstad van Conflent en bleef dit tot in de 18e eeuw. In de 13e, 14e en 15e eeuw worden de vestingwerken rond de plaats uitgebreid en versterkt.
In 1654 wordt de plaats door de Fransen belegerd en ingenomen, veel van de bestaande vestingwerken werden vervolgens ontmanteld om het gebruik door de Spanjaarden te voorkomen. Na de Vrede van de Pyreneeën (1659) ging de regio definitief over naar Frankrijk. In 1681 werd begonnen met de bouw van Fort Libéria, naar een ontwerp van Vauban. Het fort ligt op een berghelling en zo'n 150 meter boven dan de plaats.

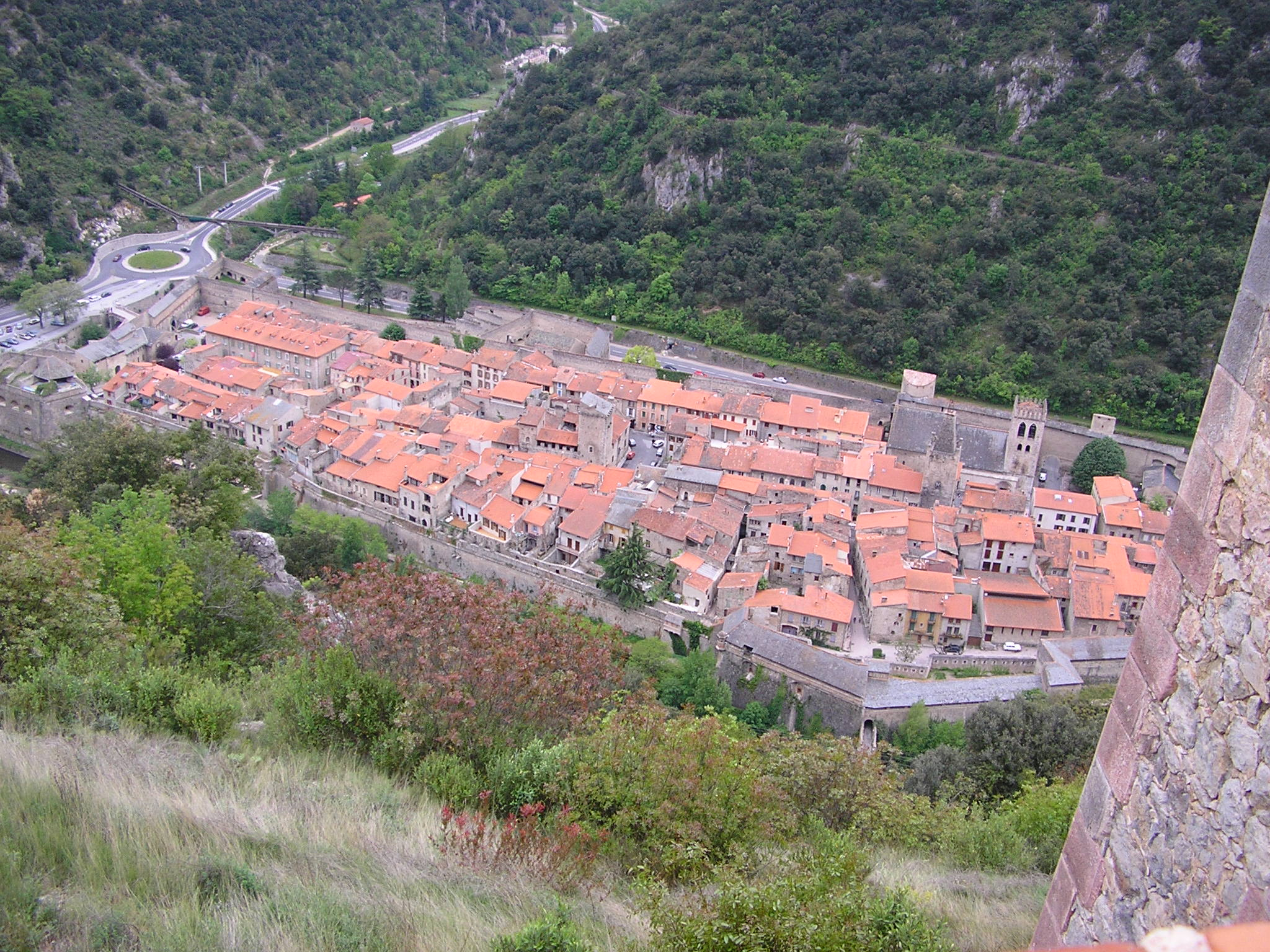
Het stadje gezien vanaf het fort Libería
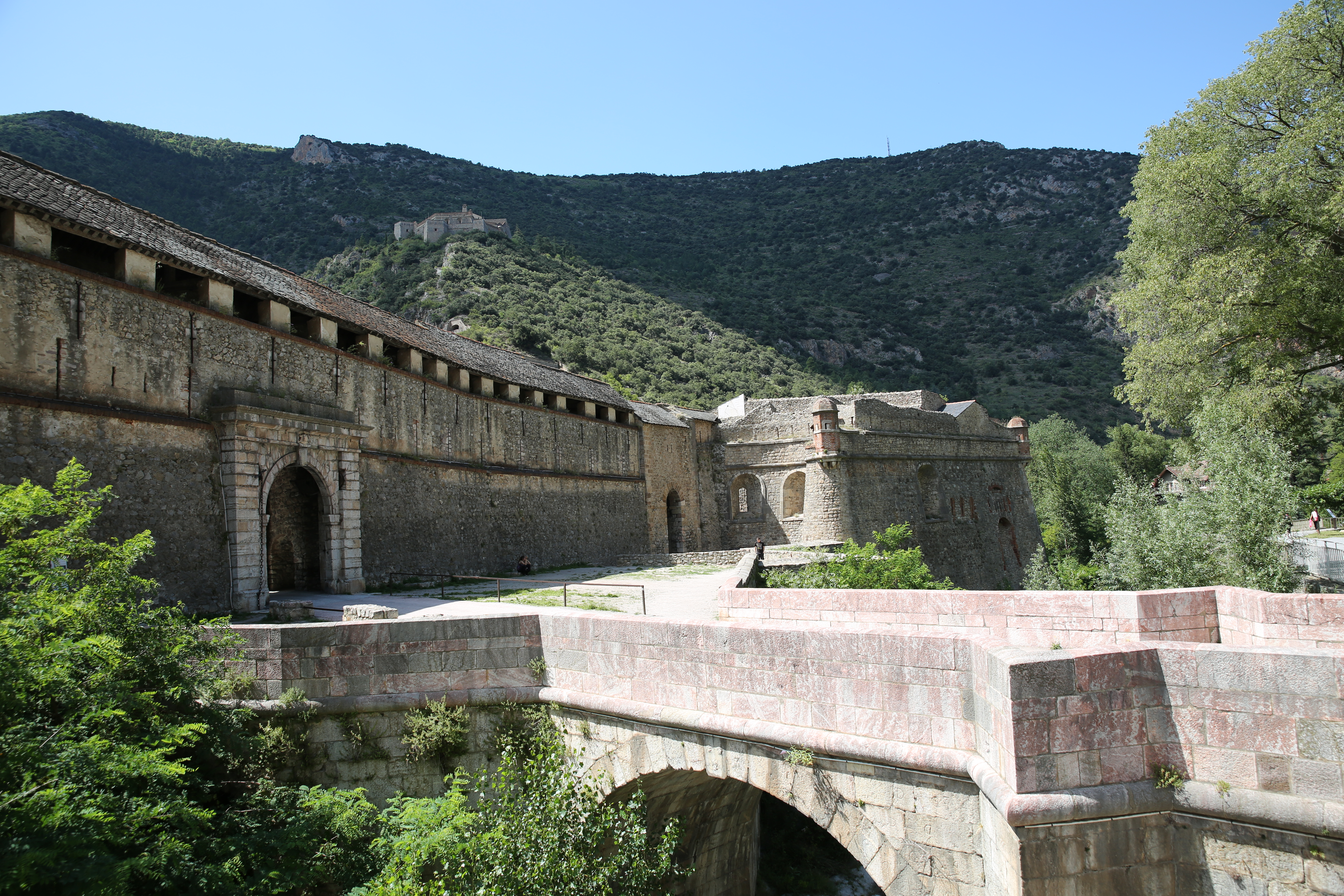
De stadsmuren
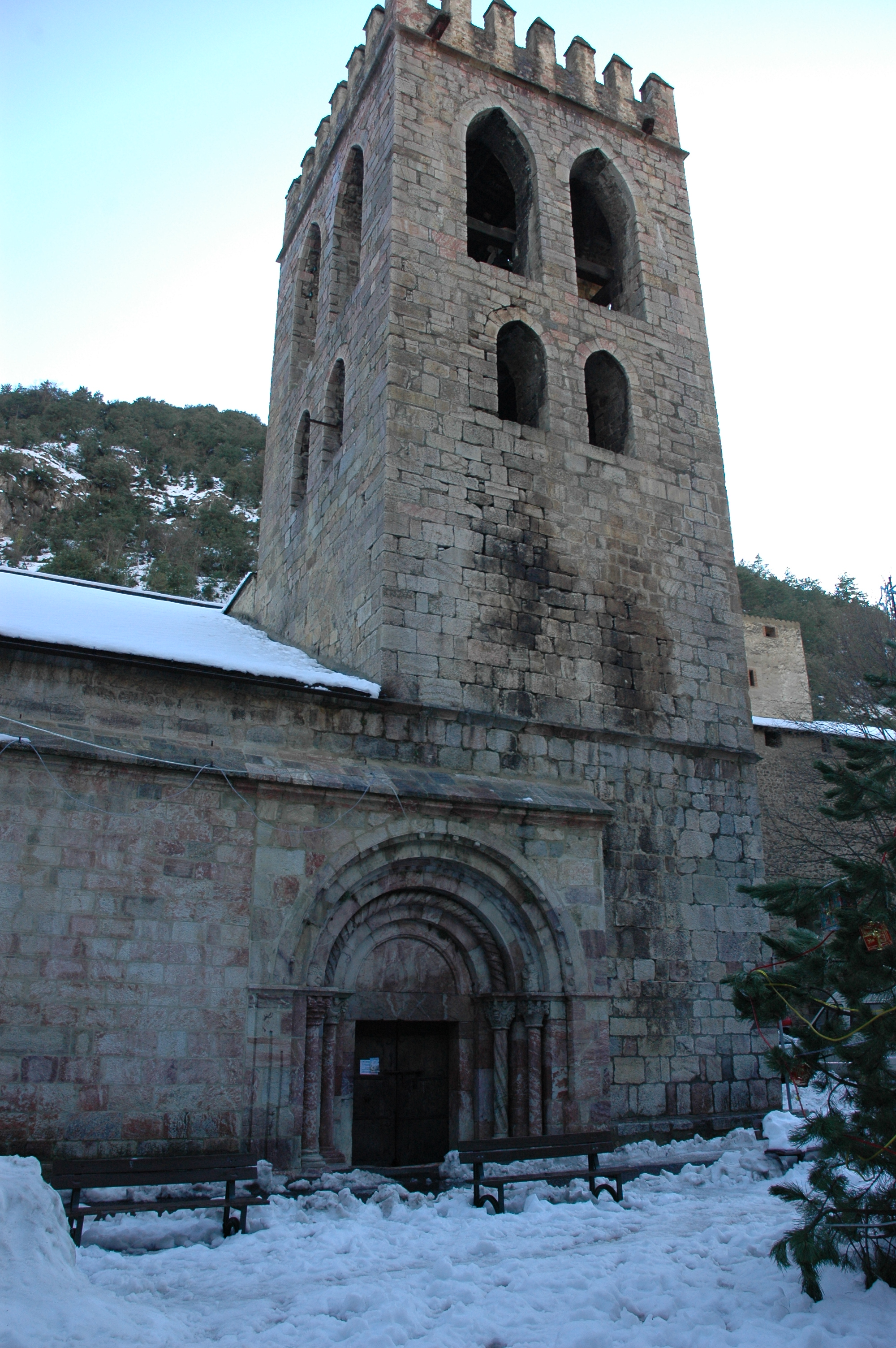
Kerk in de winter
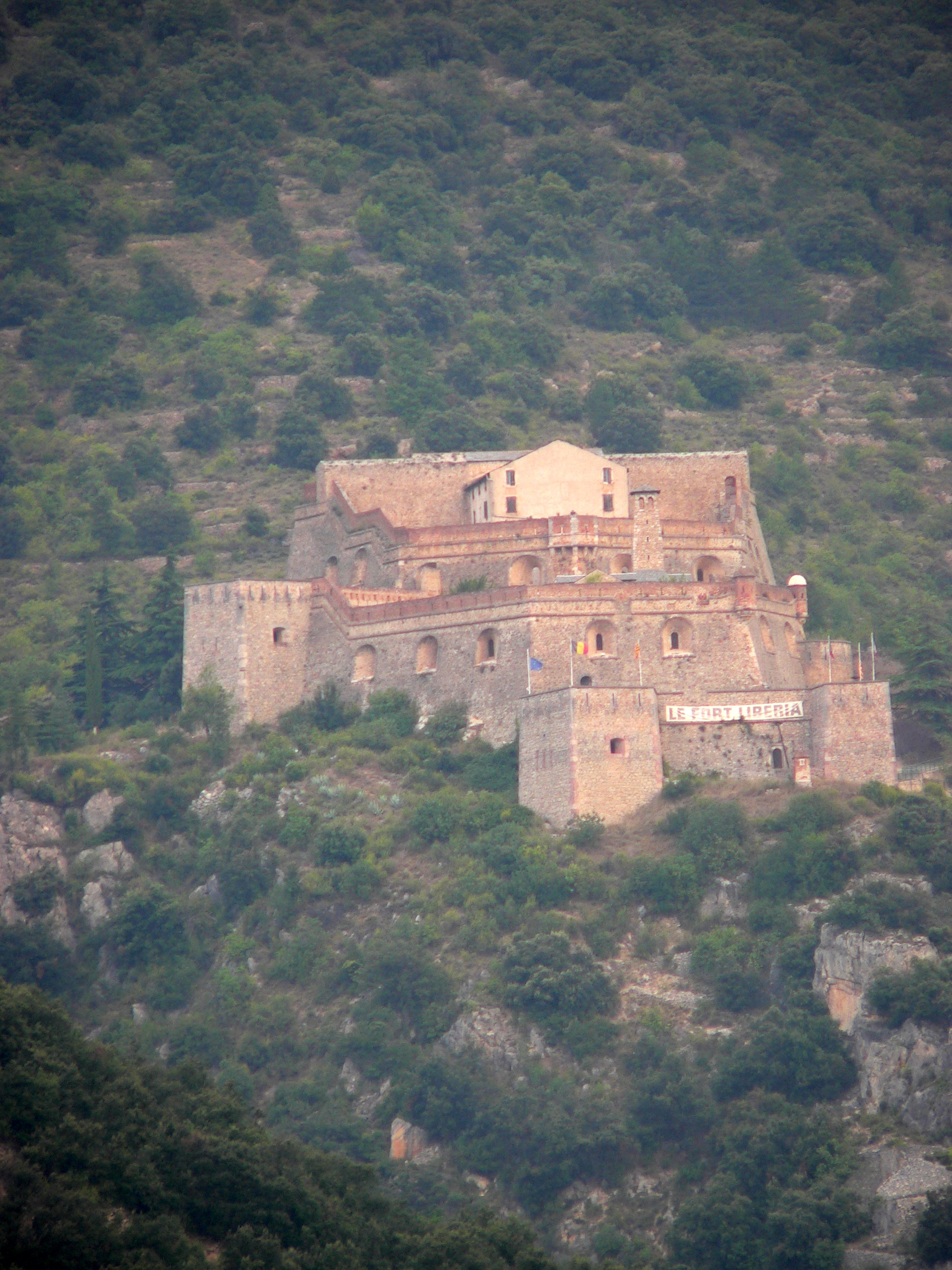
Fort Libería
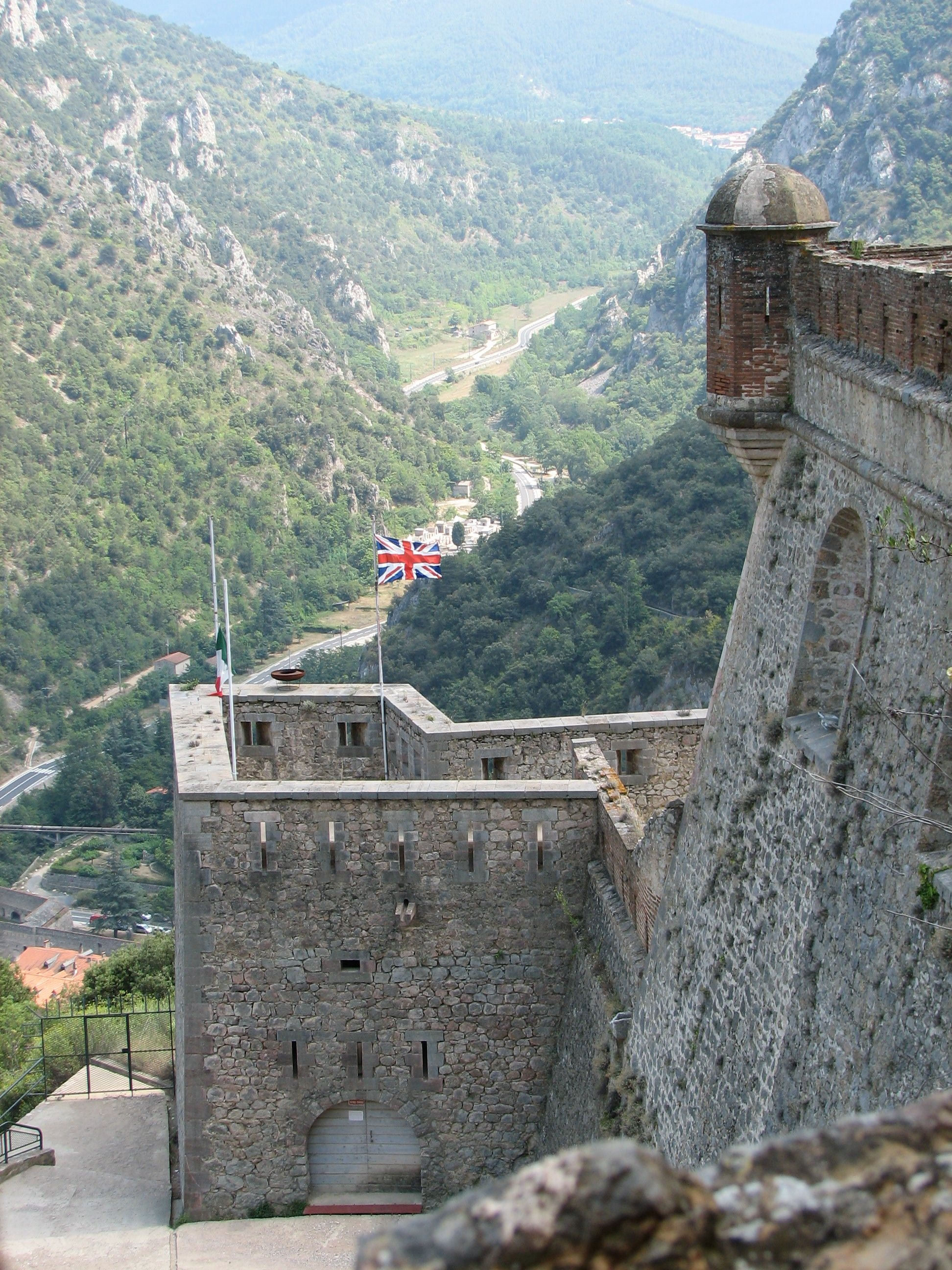
De vallei gezien vanaf het fort
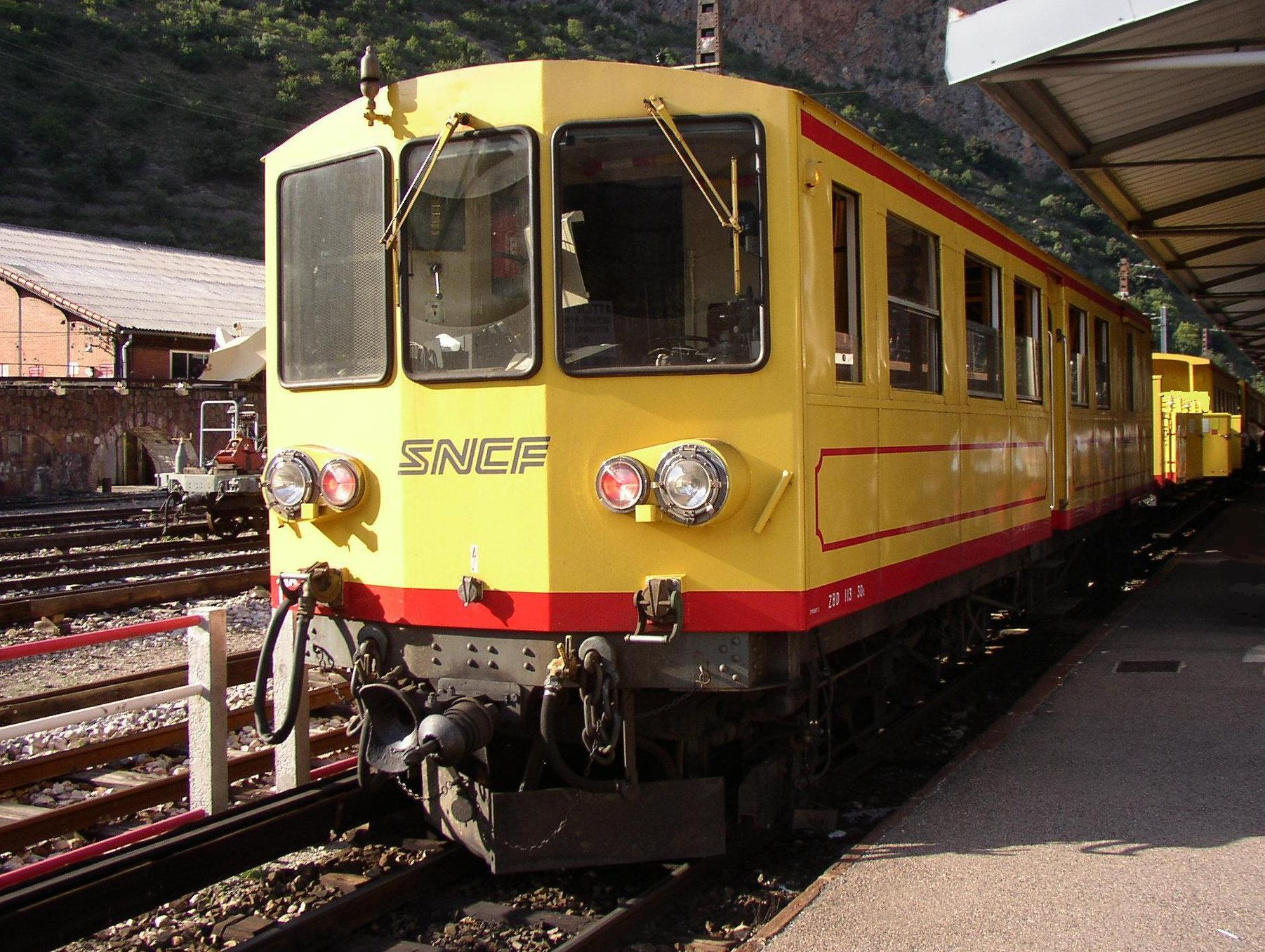
Gele trein